# Championnats du monde de course d'orientation 2011
Navigation
Édition précédente Édition suivante
Les championnats du monde de course d'orientation 2011, vingt-huitième édition des championnats du monde de course d'orientation, ont lieu du 10 au 20 août 2011 en Savoie (département), en France.

## Podiums

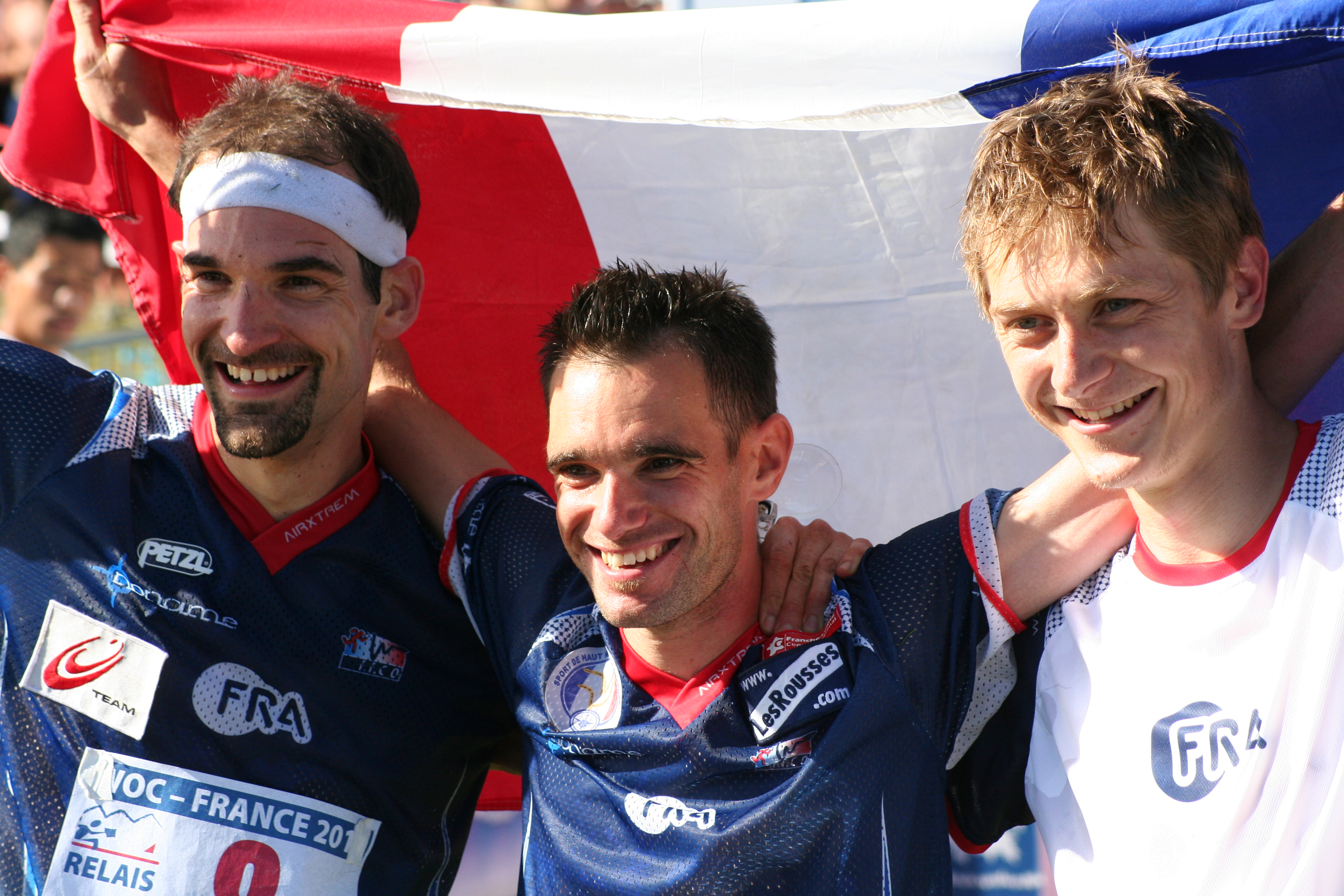
Thierry Gueorgiou, François Gonon et Philippe Adamski après leur victoire en relais.

Femmes
| Épreuves                | Or                                                     | Argent                                                  | Bronze                                                  |
| ----------------------- | ------------------------------------------------------ | ------------------------------------------------------- | ------------------------------------------------------- |
| Femmes Sprint           | Suède Linnea Gustafsson                                | Suède Helena Jansson                                    | Suède Lena Eliasson                                     |
| Femmes moyenne distance | Suède Helena Jansson                                   | Danemark Ida Bobach                                     | Suisse Judith Wyder                                     |
| Femmes Longue distance  | Suède Annika Billstam                                  | Tchéquie Dana Brožková                                  | Suède Helena Jansson                                    |
| Femmes Relais           | Finlande Anni-Maija Fincke Merja Rantanen Minna Kauppi | Tchéquie Martina Zverinová Eva Jureníková Dana Brožková | Suède Helena Jansson Tove Alexandersson Annika Billstam |

Hommes
| Épreuves                | Or                                                       | Argent                                                 | Bronze                                             |
| ----------------------- | -------------------------------------------------------- | ------------------------------------------------------ | -------------------------------------------------- |
| Hommes Sprint           | Suisse Daniel Hubmann                                    | Suède Anders Holmberg                                  | Suisse Matthias Müller                             |
| Hommes moyenne distance | France Thierry Gueorgiou                                 | Suède Peter Öberg                                      | Norvège Olav Lundanes                              |
| Hommes Longue distance  | France Thierry Gueorgiou                                 | Finlande Pasi Ikonen                                   | France François Gonon                              |
| Hommes Relais           | France Philippe Adamski François Gonon Thierry Gueorgiou | Norvège Carl Waaler Kaas Anders Nordberg Olav Lundanes | Suède Anders Holmberg Olle Boström David Andersson |

## Tableau des médailles
- Pays organisateur

| Rang  | Nation             | Or | Argent | Bronze | Total |
| ----- | ------------------ | -- | ------ | ------ | ----- |
| 1     | Suède              | 3  | 3      | 4      | 10    |
| 2     | France             | 3  | 0      | 1      | 4     |
| 3     | Finlande           | 1  | 1      | 0      | 2     |
| 4     | Suisse             | 1  | 0      | 2      | 3     |
| 5     | République tchèque | 0  | 2      | 0      | 2     |
| 6     | Norvège            | 0  | 1      | 1      | 2     |
| 7     | Danemark           | 0  | 1      | 0      | 1     |
| Total | Total              | 8  | 8      | 8      | 24    |